# Organização do Povo do Sudoeste Africano
A Organização do Povo do Sudoeste Africano (em inglês: Southwest Africa People's Organization, SWAPO; em alemão: Südwestafrikanische Volksorganisation, SWAVO; em afrikaans: Suidwes-Afrikaanse Volk-Organisasie, SWAVO), oficialmente conhecido por SWAPO - Partido da Namíbia foi o movimento que lançou uma guerra de guerrilha bem-sucedida que acarretou na independência da Namíbia (anteriormente chamada Sudoeste Africano) sobre a África do Sul.
Seu braço armado durante a guerra sul-africana na fronteira era o Exército Popular de Libertação da Namíbia (PLAN). Após a independência, em 1990, a SWAPO tornou-se um partido político dominante do sistema político namibiano, posição mantida até os dias atuais.

## Resultados eleitorais

### Eleições presidenciais
| Ano  | Candidato           | Posição | Votos válidos | %            |
| ---- | ------------------- | ------- | ------------- | ------------ |
| 1994 | Sam Nujoma          | 1.º     | 370 452       | 76,3 / 100,0 |
| 1999 | Sam Nujoma          | 1.º     | 414 096       | 76,8 / 100,0 |
| 2004 | Hifikepunye Pohamba | 1.º     | 625 605       | 76,4 / 100,0 |
| 2009 | Hifikepunye Pohamba | 1.º     | 611 241       | 75,3 / 100,0 |
| 2014 | Hage Geingob        | 1.º     | 772 558       | 86,7 / 100,0 |
| 2019 | Hage Geingob        | 1.º     | 464 703       | 56,3 / 100,0 |

### Eleições parlamentares
| Data | CI. | Votos   | %            | +/-  | Deputados | +/-  | Conselheiros                  | +/-                           | Status  |
| ---- | --- | ------- | ------------ | ---- | --------- | ---- | ----------------------------- | ----------------------------- | ------- |
| 1989 | 1.º | 384 567 | 57,3 / 100,0 | Novo | 41 / 72   | Novo | Conselho Nacional inexistente | Conselho Nacional inexistente | Governo |
| 1994 | 1.º | 361 800 | 73,9 / 100,0 | 16,6 | 53 / 72   | 12   | 19 / 26                       | Novo                          | Governo |
| 1999 | 1.º | 408 174 | 76,2 / 100,0 | 2,3  | 55 / 78   | 2    | 21 / 26                       | 2                             | Governo |
| 2004 | 1.º | 620 609 | 76,1 / 100,0 | 0,1  | 55 / 78   | 0    | 24 / 26                       | 3                             | Governo |
| 2009 | 1.º | 602 580 | 74,3 / 100,0 | 1,8  | 54 / 72   | 1    | 24 / 26                       | 0                             | Governo |
| 2014 | 1.º | 715 026 | 80,0 / 100,0 | 5,7  | 77 / 96   | 23   | 40 / 42                       | 16                            | Governo |
| 2019 | 1.º | 536 861 | 65,5 / 100,0 | 14,5 | 63 / 96   | 14   | 28 / 42                       | 12                            | Governo |